# Dourtenga
Dourtenga è un dipartimento del Burkina Faso classificato come comune, situato nella provincia di Koulpélogo, facente parte della Regione del Centro-Est.
Il dipartimento si compone del capoluogo e di altri 11 villaggi: Gogo, Gorin, Kangretenga, Kanle, Katoulbere, Niondin, Sougoudin, Tangoko, Yambili, Youmtenga e Zergoama.